# Riccia hawaiiensis
Riccia hawaiiensis là một loài rêu trong họ Ricciaceae. Loài này được Hürl. mô tả khoa học đầu tiên năm 1986.